# Bellamy (film)
Bellamy  è un film del 2009 diretto da Claude Chabrol al suo ultimo film.
È stato presentato nella sezione Berlinale Special al Festival di Berlino.
È dedicato «in ricordo dei due Georges», Georges Simenon e Georges Brassens.

## Trama
Il commissario Bellamy va in vacanza a Nîmes, nella casa di famiglia della moglie: vuole concedersi un mese di tranquillità ma l'arrivo del fratellastro Jacques, alcolizzato, avventuriero e vile, gli complica la vita. Non solo, un uomo spesso si aggira furtivamente nel giardino della casa generando inquietudine. Bellamy ama il cibo e il buon vino e vuole godersi un periodo tutto per lui, ma tuttavia ascolterà le motivazioni che spingono lo sconosciuto ad aggirarsi intorno a casa sua.